# Vladímir Prop
Vladímir Iàkovlevitx Prop, en rus Владимир Яковлевич Пропп (Sant Petersburg, 29 d'abril de 1895 - Leningrad, 22 d'agost de 1970), fou un erudit rus dedicat a l'anàlisi dels components bàsics dels contes populars russos per identificar-ne els elements narratius irreductibles més simples.
La seva obra cabdal, Morfologia del conte (Morfológuia skazki), es publicà en rus l'any 1928; tot i que influí Claude Lévi-Strauss i Roland Barthes, fou pràcticament ignorada a Occident fins que fou traduïda a l'anglès als anys 1950.
Analitzà els contes populars fins que descobrí una sèrie de punts recurrents que desenvolupaven una estructura constant en totes aquestes narracions. És allò que es coneix com "les funcions de Prop". Els seus crítics li retreuen que oblidi la construcció verbal dels contes tot i ser sobretot literatura.

## Les funcions de Prop
Són una sèrie de trenta-un punts recurrents en tots els contes de fades populars. Malgrat que no tots surten en tots els contes, la seva funció bàsica sovint roman i l'ordre és sempre el mateix.
1. Allunyament. Un dels membres de la família s'allunya.
2. Prohibició. Una prohibició recau sobre l'heroi.
3. Trangressió. Es transgredeix la prohibició.
4. Coneixement. L'antagonista entra en contacte amb l'heroi.
5. Informació. L'antagonista rep informació sobre la víctima.
6. Engany. L'antagonista enganya l'heroi per apoderar-se d'ell i dels seus béns.
7. Complicitat. La víctima és enganyada i així ajuda l'agressor.
8. Malifeta. L'antagonista origina un perjudici a un dels membres de la família.
9. Mediació. Es fa pública la malifeta, hom formula una petició o ordre a l'heroi, se li ho permet o se l'obliga a marxar.
10. Acceptació. L'heroi decideix marxar.
11. Marxa. L'heroi marxa.
12. Prova. El donant sotmet l'heroi a una prova que el prepara per rebre una ajuda màgica.
13. Reacció de l'heroi. L'heroi supera o no una prova.
14. Regal. L'heroi rep un objecte màgic.
15. Viatge. Es condueix l'heroi a un altre regne, on hi ha l'objecte que cerca.
16. Lluita. L'heroi i el seu antagonista s'enfronten en un combat directe.
17. Marca. L'heroi queda marcat.
18. Victòria. L'heroi venç l'antagonista.
19. Esmena. Es repara la malifeta.
20. Retorn. L'heroi torna a casa.
21. Persecució. Es persegueix l'heroi.
22. Socors. S'auxilia l'heroi.
23. Retorn d'incògnit. L'heroi retorna, a casa seva o a un altre regne, sense que el reconeguin.
24. Fingiment. Un fals heroi reivindica els èxits assolits que no li corresponen.
25. Tasca difícil. Hom proposa a l'heroi una missió difícil.
26. Compliment. L'heroi du a terme la missió difícil amb èxit.
27. Reconeixement. Hom reconeix l'heroi.
28. Desenmascarament. El fals heroi queda en evidència.
29. Transfiguració. L'heroi rep una nova aparença.
30. Càstig. L'antagonista és castigat.
31. Noces. L'heroi es casa i puja al tron.

## Personatges tipus
També desenvolupà una sèrie de personatges arquetípics de tots els contes populars:
- L'heroi o protagonista
- El dolent
- El donant (la persona que ajuda l'heroi amb un objecte o consell)
- El mag
- La princesa
- El rei o pare de la noia
- El desencadenant de l'acció
- L'usurpador